# Büschlerhaus

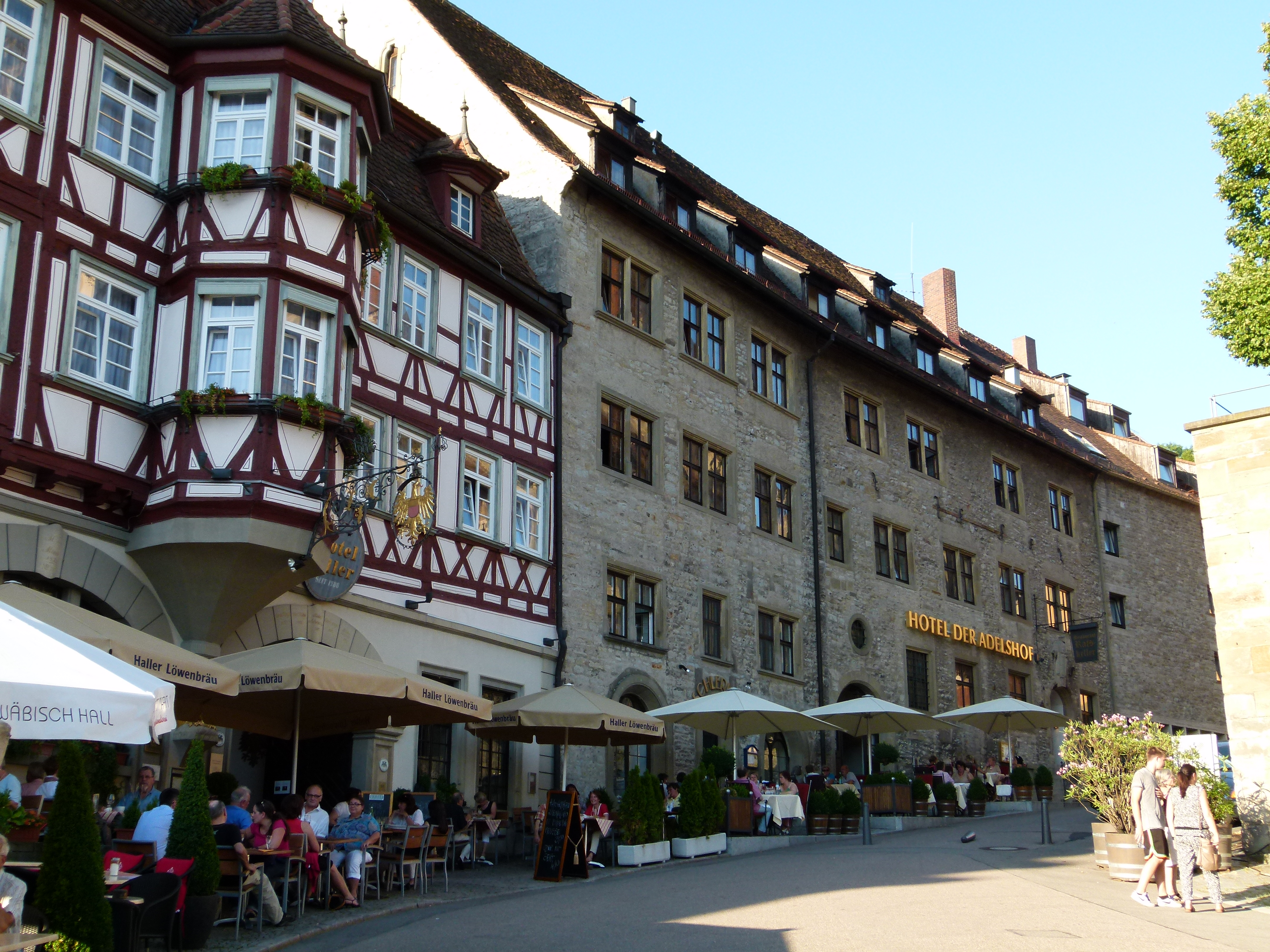
Büschlerhaus (Adelshof)

Das Büschlerhaus Am Markt 12 in Schwäbisch Hall ist ein im Kern aus dem 13. Jahrhundert stammendes ehemaliges Bürgerhaus mit romanischem und gotischem Bauschmuck. Es wurde ab dem 19. Jahrhundert gastronomisch genutzt und beherbergt heute ein Hotel.

## Beschreibung
Das Bauwerk steht auf einem Areal, das einst vermutlich zu einem hochherrschaftlichen Siedlungsbereich gehörte. Dies lässt sich aus den Fragmenten Schwäbischer Feinware schließen, die im Hinterhof in etwa 90 cm Tiefe unter dem aktuellen Bodenniveau gefunden wurden. Am Nordwestrand des Hinterhofes befand sich einst ein Nebengebäude, dessen Fundamente erhalten geblieben sind; vor dem Haus sind Reste der Zwingermauer der Stadtbefestigung und eine gemauerte Wasserleitung erhalten geblieben. Ferner sind Keller aus dem 13. sowie aus dem 16./17. Jahrhundert noch vorhanden. Deckenbalken des Hauses wurden dendrochronologisch auf das Jahr 1242 datiert. Ganz oder teilweise romanische Fenster und Fenstergewände, zum Teil mit Diamantbossen, sind erhalten geblieben. Die Hofpforte weist laut Eugen Gradmann eine hochgotische Blättermaske auf.
In den 1970er Jahren wurde auf der Ostseite ein Giebelanbau hinzugefügt. Im zweiten Obergeschoss wurde dabei 1976 eine Fachwerkwand mit Rankendekoration entdeckt, in der Küche im Erdgeschoss ein romanischer Fensterpfeiler. Außerdem fanden sich im Erdgeschoss bemalte Holzdecken und Malereien aus der Renaissance. Erhalten sind „romanische Biforien mit Diamantbossen“ im Saal des Reichsschultheißenhauses an der Nordseite des Unteren Hauses des heutigen Adelshofs (Steinturm mit Stufengiebel). Das Hoftor zur Straße Am Schuppach mit Buckelquadern stammt aus dem 13. Jahrhundert. Zwei Hofpforten zeigen die Ehewappen von Büschler aus den Jahren 1507 und 1508.
Nicht erhalten geblieben ist ein Steg zwischen dem zweiten Stock des Hauses und dem Kirchhof von St. Michael, der wohl schon im 16. Jahrhundert existierte: Die Veldnerkapelle auf dem Kirchhof, die abgerissen wurde, als man 1507 die große Treppe vor St. Michael anlegte, war wohl über diesen Steg zugänglich. Wohl zu Beginn des 19. Jahrhunderts wurde er entfernt.

## Geschichte
Der Urbestand des Hauses dürfte aus der Zeit der Stauferkaiser stammen; im Mittelalter wurde der romanische Steinbau wohl als Hof des Reichsschultheißen als staufischer Verwaltungssitz genutzt. Das Haus zwischen Markt und Schuppach wurde 1461 von Katharina Büschler, der Witwe des Weinhändlers Konrad Büschler, bezogen. Ab 1507 wohnte der Stättmeister Hermann Büschler in dem Haus. Büschlers Wappen ist über den zwei spätgotischen Hofpforten des Hauses angebracht, ebenso findet es sich an St. Michael.
Nachdem der kaiserliche Rat und Oberproviantkommissar von Grüneisen im Jahr 1712 das Haus geerbt hatte, wurde es in zwölf Teilen verkauft.
Die Nutzung des Hauses durch Gastronomen begann mit einer sogenannten „Beckenwirtschaft“, die Johann Friedrich Schüler einrichtete, in dessen Besitz ein Teil des Hauses ab 1834 war. Von diesem Zeitpunkt an befanden sich durchgehend Schankwirtschaften und andere gastronomische Betriebe in dem Haus. Ab 1939 war die Stadt die Besitzerin des Hausanteils mit Bäckerei und Weinwirtschaft. Die Räumlichkeiten im Erdgeschoss und im ersten Stock sollten zu einem Ratskeller umgestaltet werden, wurden jedoch zunächst von der Haller SA-Standarte genutzt. 1940 wurden die Hintergebäude des Hauses abgerissen und im Hauptgebäude Sanierungs- und Umbauarbeiten vorgenommen. Dabei wurde im Erdgeschoss eine Halle als Wirtschaftsraum im historisierenden Stil gestaltet. Den plastischen Schmuck schuf Karl Eisele, die Wandmalereien Josef Braun. Finanziert wurde diese Umgestaltung zum Teil durch eine Spende von Max Kade. Bevor jedoch die Arbeiten an diesem geplanten Ratskeller abgeschlossen waren, wurde die aus Berlin evakuierte Bausparkasse in den Räumlichkeiten untergebracht und arbeitete dort ab Februar 1944. Nach Kriegsende beschlagnahmte die Besatzungsmacht den Ratskeller und machte daraus ein Offizierskasino, ab 1949 wurde das Gebäude als „GYA House“ genutzt. In diesem Jahr wurde auch eine Imbissstube in den Räumen des Ratskellers eingerichtet. 1951 wurde das Gebäude an die Stadt Schwäbisch Hall zurückgegeben, die es 1952 zum Teil an einen Gastronomen verpachtete, zum Teil für Behörden nutzte. 1967 wurde der Ratskeller erweitert. Werner Luz sollte ein Gesamtkonzept erstellen. 1969 wurden der Abriss des benachbarten Liebhardtschen Hauses und ein moderner Anbau an den Ratskeller beschlossen, die Neueröffnung fand 1972 statt. 1973 beschloss das Kommunalparlament den Ausbau des Ratskellers zum Hotel mit rund 70 Betten, in dessen Zuge die obengenannten Funde zutage traten. 1977 war der Umbau abgeschlossen; das Hotel besaß nun etwa 100 Betten, und im Keller befand sich die Tanzbar Büschlerkeller. 1989 wurde das Hotel in „Der Adelshof“ umbenannt und erneut umgebaut und renoviert; die Wiedereröffnung fand 1991 statt.

## Prominente Besucher im Büschlerhaus
Das Haus wurde zeitweise nach der Familie Büschler benannt, der es im 16. Jahrhundert gehörte. Kaiser Karl V. übernachtete in dem Haus, als er die Reichsstadt Hall besuchte: Auf dem Weg zum Reichstag in Regensburg machte er am 11. Februar 1541 zum ersten Mal in Hall Station. Er übernachtete in Konrad Büschlers Haus, der damals Stättmeister war, und nahm dort auch den Treueeid der Bürgerschaft entgegen, der am 12. Februar 1541 geleistet wurde. In Herolts Chronica ist über diesen Aufenthalt zu lesen: „Ist also kaiserliche Majestät in Hermann Büschlers Haus geritten, darin er über Nacht gelegen [...] Des andern Tags hat kaiserliche Majestät den Stättmeister beschickt, befohlen, sie sollen um elf auf den Platz kommen und ihm von wegen des Reichs huldigen und schwören. […] Als aber ein Rat mitsamt der ganzen Bürgerschaft auf den Platz sind kommen, hat man zwei Fenster in Büschlers Haus in der Stuben ausgehängt, an welchen der Kaiser an einem, und der deutsche Kanzler, der Herr von Navis, am andern gestanden. Als aber das eine Fenster dem, so dieses wollte ausheben, zu schwer war, hat die kaiserliche Majestät selber mit der einen Hand angegriffen, damit das Fenster ihm nicht entfiel. Dies Stück der Demut hat allen Menschen wohlgefallen.“
Ein zweites Mal war Karl V. im Jahr 1546 in Hall zu Gast. Die Stadt war Mitglied des Schmalkaldischen Bundes und gehörte damit zu den Unterlegenen im Schmalkaldischen Krieg. Der Haller Rat schickte daher am 2. Dezember 1546 einen Gesandten zu Karl V. und dem Rat Johann Naves, die sich zu diesem Zeitpunkt in Dinkelsbühl aufhielten, der die Unterwerfung mitteilen sollte. Am 16. Dezember 1546 kam der Kaiser mit spanischen Truppen unter dem Herzog von Alba nach Hall, quartierte sich in Philipp Büschlers Haus ein und verließ die Stadt eine Woche später wieder, nachdem Hall einen Begnadigungsbrief erhalten hatte. Georg Widman berichtete in seiner Chronik über diesen Besuch, in dessen Verlauf übrigens das Heer eine Seuche einschleppte, die rund 600 Todesopfer in einem Monat forderte: „Des Pfalzgrafen Kanzler mußten dem Kaiser einen besonderen Fußfall tun, weil sie den Pfalzgrafen verführt hatten, daß er sich den Schmalkaldischen teilhaftig hat gemacht […] Die von Ulm taten ihren Fußfall in Philipp Büschlers hinterer Stube zu Hall dem Kaiser, ließ sie bei einer Viertelstunde vor ihm liegen auf der Erde, ehe er sie begnadigte. Hievor als das kaiserliche Kriegsvolk gen Hall gezogen, beraubten und plünderten sie die Bauern.“
Möglicherweise hat auch Karls Bruder und Nachfolger, Ferdinand I., im Büschlerhaus Aufenthalt genommen, als er 1542 auf dem Weg nach Speyer durch Hall kam. Es ist aber nicht überliefert, wo in der Stadt er genächtigt hat.